# Encruzilhada do Sul (kommun)
Encruzilhada do Sul är en kommun i Brasilien.   Den ligger i delstaten Rio Grande do Sul, i den södra delen av landet, 1 700 km söder om huvudstaden Brasília. Antalet invånare är 24 537.
Följande samhällen finns i Encruzilhada do Sul:
- Encruzilhada do Sul

I omgivningarna runt Encruzilhada do Sul växer huvudsakligen savannskog. Runt Encruzilhada do Sul är det mycket glesbefolkat, med 3 invånare per kvadratkilometer.